# Pintura matérica
La pintura matérica es una corriente pictórica que se inserta en el informalismo europeo posterior a la Segunda Guerra Mundial. Se desarrolló desde finales de los años cuarenta y principios de los años cincuenta. Se considera que surgió en Francia, con la obra de Fautrier y Dubuffet. Además del Art brut de Dubuffet, puede considerarse que es pintura matérica el espacialismo de Fontana. Francia, Italia y España son, pues, los países en los que más se ha cultivado esta pintura matérica.
Su característica principal es ser una pintura abstracta que se realiza con materias diversas a las tradicionales, incluyendo en el cuadro arena, arpillera, chatarra, harapos, madera, serrín, vidrio o yeso. Además de añadirle estos materiales no tradicionales, los pintores actúan sobre la obra destruyéndola en parte con cortes, perforaciones o desgarrones. El colorido es variado. La composición se diferencia entre zonas con materia y zonas de no materia.
Ya hubo otros artistas precedentes que introdujeron en el lienzo elementos extraños a la pintura, como los dadaístas y sus objets trouvés, o los cubistas y sus collages en los que introducían cajetillas de tabaco o tiras de periódico. Los artistas posteriores al expresionismo abstracto recuperaron esta idea de introducir en la tela objetos cotidianos.
Artistas que tienen una tendencia matérica son:
- Giuseppe Bertini
- Anselm Kiefer
- Joseph Beuys, que introdujo en su obra objetos encontrados, creando trabajos pictórico-plásticos;
- Alberto Burri, usó arpillera quemada y destruida, junto a zonas coloreadas;
- Jean Dubuffet
- Jean Fautrier
- Lucio Fontana
- Luis Feito
- Laurent Jiménez-Balaguer, con arena, clavos, tejidos;
- Zoltán Kemény
- Manolo Millares
- Toti Scialoja
- Antoni Tàpies, con sus añadidos de arena y aglutinantes a la pintura, haciendo hendiduras y rayas en el propio cuadro;
- Luigi Malice
- Wolf Vostell, introdujo en su obra objetos como el televisor en 1958, piezas de automóvil u objetos encontrados;
- Josep Guixá
- Jaime Hurtado García, usa en sus obras gran cantidad de materiales, así como trasgresiones y es sin duda el maestro del marmóleo y el craquelado;
- Francisco Arroyo Ceballos, utiliza madera, arena y pigmentos de origen natural